# Сердюк, Григорий Михайлович
Григорий Михайлович Сердюк (2 февраля 1920, с. Яхники — 18 апреля 2000, Сочи) — командир батареи 146-го артиллерийско-миномётного полка 14-й гвардейской Моздокской Краснознаменной кавалерийской дивизии 7-го гвардейского кавалерийского корпуса 1-го Белорусского фронта, гвардии капитан. Герой Советского Союза.

## Биография
Родился 2 февраля 1920 года в селе Яхники ныне Лохвицкого района Полтавской области в семье крестьянина. Украинец. Член КПСС с 1945 года. Окончил десять классов средней школы. Работал в колхозе, затем на опытной станции табаководства в Лохвице.
В 1939 году призван в ряды Красной Армии. В 1941 году окончил Сумское артиллерийское училище. В боях Великой Отечественной войны с 1941 года. Воевал на Юго-Западном, Степном, Центральном и 1-м Белорусском фронтах. Был ранен.
Славный боевой путь прошёл артиллерист Г. М. Сердюк. Он сражался под Москвой и Брянском в 1941 году. Его орудия добивали окружённого под Сталинградом врага у станиц Вешенской, Чернышевской, Морозовской, Тацинской. Потом — бои за Шостку, Чернигов, Мозырь, форсирование Западного Буга. Участвовал в освобождении польских городов Хелма, Люблина, Дембежа, Лодзи, Кошалина, Пылавы, Радома, Томашува.
В январе 1945 года 146-й артиллерийско-миномётный полк с боями вышел к Одеру. Противоположный берег был сильно укреплён противником. Гитлеровское командование перебрасывало всё новые и новые части на этот оборонительный рубеж, надеясь удержать наступление частей Красной Армии. Форсировать Одер с ходу было невозможно: река не имела сплошного ледяного покрова. Поэтому наши подразделения начали закрепляться на восточном берегу, с тем чтобы решительным броском преодолеть водную преграду. Разведка соединения обнаружила переправу, по которой отходил противник. Её надо было отбить у противника. С двух сторон переправу атаковали два эскадрона кавалеристов в пешем строю под командованием гвардии капитана Г. Ф. Платонова. Одновременно батарея противотанковых орудий гвардии капитана Г. М. Сердюка вела огонь по сосредоточению войск противника на противоположном берегу. Батарея уничтожила штурмовое орудие, бронетранспортёр и большое число вражеских солдат.
29 января 1945 года вместе с передовыми частями артиллеристы Г. М. Сердюка форсировали Одер в районе города Кюстрин (ныне Костшин-над-Одрой в Польше). Благодаря умелому руководству боем батарея уничтожила шесть огневых точек и около 80 противников. Отважные действия артиллеристов помогли стрелковым подразделениям захватить плацдарм на юго-западном берегу Одера. Одна за другой следовали контратаки врага. Но артиллеристы под командованием Г. М. Сердюка не отступали, нанося гитлеровцам значительные потери. Г. М. Сердюк был ранен, но остался в строю.
Указом Президиума Верховного Совета СССР от 24 марта 1945 года за мужество и героизм, проявленные при форсировании Одера и удержании плацдарма на его западном берегу, гвардии капитану Сердюку Григорию Михайловичу присвоено звание Героя Советского Союза с вручением ордена Ленина и медали «Золотая Звезда».
После окончания Великой Отечественной войны продолжил службу в армии. В 1955 году окончил Центральные артиллерийские курсы усовершенствования офицерского состава. С 1975 года полковник Г. М. Сердюк — в запасе.
Жил в городе Черкассы. Работал в военизированной охране Черкасского машиностроительного завода. С 1999 года проживал в посёлке Хоста. 
Умер 18 апреля 2000 года. Похоронен в городе Сочи на старом городском кладбище.
Награждён орденами Ленина, Красного Знамени, Отечественной войны 1-й и 2-й степеней, 2 орденами Красной Звезды, медалями.